# Nominingue
Nominingue es un municipio canadiense situado en la provincia de Quebec.

## Superficie
Nominingue tiene una superficie de 303,89 km².

## Demografía
En 2021, tenía 2255 habitantes, una densidad poblacional de 7,4 hab./km², y 1937 viviendas.